# Кольороутворювальна компонента
Кольороутворююча компонента — різновид складних органічних сполук, що використовуються в кольоровій фотографії для синтезу барвників під час кольорового проявлення. Кольорові компоненти в більшості випадків знаходяться безпосередньо в зонально-чутливих емульсійних шарах багатошарового хромогенного кольорового фотоматеріалу. Особливості будови та обробки таких фотоматеріалів не допускають дифузії кольороутворюючих компонентів у сусідні шари або в обробні розчини.
У кожен із трьох зонально-чутливих шарів хромогенних багатошарових фотоматеріалів (наприклад, кольорової фотоплівки) при виготовленні додаються компоненти, що утворюють кольори (кольороутворюючі компоненти). Відновлення металевого срібла під час процесу проявлення супроводжується окисненням проявляючої речовини, продукти якого взаємодіють з кольороутворюючою компонентою, утворюючи нерозчинний у воді барвник. Через те, що в різні шари додаються неоднакові компоненти, в них синтезуються барвники різних кольорів, додаткових до кольору випромінювання, що експонував дану емульсію. Тому негативне зображення за кольором додаткове до знятого об'єкта: людська шкіра має зелений відтінок, а зелена рослинність виглядає пурпурною. Під час фотодруку відбувається аналогічне обернення, тому за рахунок цього кольори на позитиві відповідають вихідним.

У перших кольорових фотоматеріалах використовувалися так звані гідрофільні компоненти, що легко розчиняються у фотоемульсії в процесі її виготовлення. Однак, надійно ізолювати проникнення таких компонентів у сусідні шари фотоплівки було практично неможливо, тому ранні плівки страждали на недоліки кольороподілу, що спотворювали кольоропередачу. У другій половині XX століття більшість виробників фотоматеріалів розв'язали проблему за допомогою гідрофобних кольороутворюючих компонентів. Це дещо ускладнило технологію, оскільки вимагало механічного подрібнення нерозчинних в емульсії компонентів, проте різко покращило відтворення кольору.
Пошук відповідних кольороутворюючих компонентів залишався ключовим завданням при вдосконаленні кольорових фотоматеріалів аж до цифрової революції. Крім точності барвників і досконалості кольору, від кольороутворюючих компонентів залежить також архівна стійкість одержуваного зображення. Найперші кольорові фотокіноплівки та фотопапери були в цьому сенсі настільки недосконалі, що не збереглося майже жодних кольорових фотографій 1940-х років, які за кілька років вицвітали навіть без впливу світла. Нині прийнято розрізняти 4 покоління кольорових фотоматеріалів, останнє з яких має заявлену стійкість у 50 років, майже порівнянну з чорно-білим срібним фотодруком.